# Klaus Junge
Klaus Junge (* 1. Januar 1924 in Concepción, Chile; † 17. April 1945 bei Welle) war ein deutscher Schachmeister.

## Herkunft und Leben
Klaus Junge wurde als jüngstes Kind einer deutsch-chilenischen Familie geboren. Bereits der Urgroßvater, der aus Dithmarschen stammte, war in das südamerikanische Land ausgewandert. Die Nachfahren standen jedoch weiter mit der alten Heimat in Verbindung. Die Eltern, Otto und Anna Junge, zogen 1928 mit den fünf Söhnen, wohl im Hinblick auf bessere Ausbildungs- und Berufsaussichten, zurück nach Deutschland (vier Söhne kamen später im Zweiten Weltkrieg ums Leben). Zunächst lebten sie in Blankenese, 1929 erwarb Otto Junge das Gut Klein Wehnendorf bei Sanitz, musste es aber schon 1931 wieder verkaufen. Die Familie zog 1931 nach Ahrensburg und 1934 nach Hamburg.
Der spätere Schachmeister war ein begabter Schüler. So wurde er in Sanitz sofort in die zweite Klasse eingestuft und übersprang später in der Oberschule eine weitere Klasse. Nach dem Abitur, das er mit 17 Jahren ablegte, schrieb sich Klaus Junge als Mathematikstudent an der Hamburger Universität ein. Im Jahre 1942 war er beim Reichsarbeitsdienst eingesetzt, wie Fotografien aus diesem Jahr belegen, die ihn in der entsprechenden Uniform zeigen. Um die Jahreswende 1942/43 wurde Klaus Junge zur Wehrmacht eingezogen.

## Schachlaufbahn
Das Schachspielen erlernte er von seinem Vater Otto Junge. Dieser war ein starker Schachspieler und hatte 1922 sogar die chilenische Landesmeisterschaft gewonnen. Ferner galt auch der Großvater, der sich schon frühzeitig nach Deutschland zurückorientiert hatte, als spielstarkes Mitglied im Hamburger Schachklub. Bereits 1939 spielte Klaus Junge an der Seite seines Vaters am achten Brett in der Mannschaft des Hamburger SK, die bei der Endrunde um die Deutsche Mannschaftsmeisterschaft in Stuttgart Dritter wurde. Klaus Junge erzielte in diesem Turnier 4,5 Punkte aus 5 Partien. Im gleichen Jahr gewann er in Lübeck die A-Klasse des Nordmark-Kongresses mit 9 Punkten aus 11 Partien. Im März 1941 wurde er Meister von Hamburg und gewann dabei alle neun Partien. Im gleichen Jahr gewann er im Mai das Wertungsturnier in Bad Elster und qualifizierte sich damit für die Meisterschaft des Großdeutschen Schachbundes in Bad Oeynhausen. Dort unterlag er erst im Stichkampf gegen den punktgleichen Turniersieger Paul Felix Schmidt.
Im Jahre 1942 spielte Junge in mehreren Turnieren. Zunächst wurde er erneut Hamburger Meister mit 8,5 Punkten aus 9 Partien. Beim internationalen Turnier in Salzburg, zu dem Junge als Ersatz für den ausgefallenen Ex-Weltmeister Max Euwe eingeladen worden war, gelang ihm ein Partiegewinn gegen den Weltmeister Alexander Aljechin (siehe unten), der in ihm seinen möglichen Nachfolger sah. Bei der Europameisterschaft vom 14. bis 26. September 1942 in München belegte er Platz 7. Bei einem Turnier in Warschau, Lublin und Krakau im Oktober kam Junge hinter Aljechin auf Platz 2, noch vor Efim Bogoljubow. Im November/Dezember belegte Junge bei einem Turnier in Leipzig mit 5,5 Punkten aus 7 Partien den zweiten Platz hinter Walter Niephaus. Sein größter Erfolg war der mit Aljechin geteilte erste Platz beim Turnier in Prag, das vom 5. bis 16. Dezember stattfand. Junge führte nach der 10. Runde mit 8,5 Punkten (7 Siege, 3 Remis), verlor in der letzten Runde aber gegen Aljechin, der dadurch noch gleichziehen konnte.
Bereits 1941 spielte Junge in Bad Elster gegen Rudolf Palme die später nach Michail Botwinnik benannte Variante 1. d2–d4 d7–d5 2. c2–c4 e7–e6 3. Sb1–c3 c7–c6 4. Sg1–f3 Sg8–f6 5. Lc1–g5 d5xc4 6. e2–e4 b7–b5 7. e4–e5 h7–h6 8. Lg5–h4 g7–g5 9. Sf3xg5 h6xg5 10. Lh4xg5 Sb8–d7.
Auch begann er 1942 zwei Fernturniere, wobei er unter anderem gegen Rudolf Teschner gewann. Mehrere Partien konnten wegen der veränderten Kriegslage von den Spielern nicht zu Ende geführt werden und mussten daher abgeschätzt werden.

## Klaus Junge und der Nationalsozialismus
Klaus Junge war ein Anhänger des Nationalsozialismus. Eine Rolle spielte vermutlich sein Vater, der bereits seit 1932 Mitglied der NSDAP war. Einige Fotografien zeigen, wie Klaus Junge mit einer Hakenkreuzarmbinde am Schachbrett sitzt. Er trägt auf diesen Fotografien eine Uniform des Reichsarbeitsdienstes (RAD), zu der eine solche Armbinde gehörte. Als künftiger deutscher Weltklassespieler erfuhr Klaus Junge die Protektion des Großdeutschen Schachbundes und konnte noch längere Zeit während des Krieges an einer Reihe gut besetzter Schachturniere teilnehmen.

## Kontroverse um das nationalsozialistische „Kampfschach“
Der eher positionelle Spielstil des jungen Meisters wurde vereinzelt von Verfechtern eines betont aggressiven „Kampfschachs“ kritisiert. Namentlich erschien 1943 in der Deutschen Schachzeitung ein Aufsatz von Emil Joseph Diemer. Dieser warf Junge vor, er spiele nicht wagemutig genug und bevorzuge vielmehr geschlossene Eröffnungen wie Katalanisch. Gegen diese Vorwürfe wandte sich Eduard Dyckhoff in einem Beitrag in den Deutschen Schachblättern (März 1943).

## Tod und Nachleben
Zuletzt war Klaus Junge eingesetzt als Leutnant der Artillerie, die Hamburg verteidigen sollte. Er fiel nur wenige Tage vor Kriegsende, am 17. April 1945, in einem Gefecht mit einem britischen Panzerverband in der Nähe von Welle in der Lüneburger Heide.
Klaus Junge dürfte neben Robert Hübner, Wolfgang Uhlmann und Wolfgang Unzicker das größte deutsche Schachtalent des 20. Jahrhunderts gewesen sein. Seine beste historische Elo-Zahl wurde mit 2661 für September 1942 berechnet.
Es fanden mehrere Klaus-Junge-Gedenkturniere statt. Kurz nach Kriegsende siegte 1946 in Regensburg der damals als Flüchtling in Deutschland lebende ukrainische Meister Fedir Bohatyrtschuk, 1955 in Hamburg gewann Aleksandar Matanović. 1980 spielten dann in Hamburg zehn ausländische Spieler gegen eine Auswahl des Hamburger SK. Erfolgreichster Spieler in diesem Turnier war Heikki Westerinen. Schließlich fand 2005 das dritte Hamburger Klaus-Junge-Open statt, das Namiq Quliyev gewann.

## Partiebeispiel
|   | a | b | c | d | e | f | g | h |   |
| 8 |   |   |   |   |   |   |   |   | 8 |
| 7 |   |   |   |   |   |   |   |   | 7 |
| 6 |   |   |   |   |   |   |   |   | 6 |
| 5 |   |   |   |   |   |   |   |   | 5 |
| 4 |   |   |   |   |   |   |   |   | 4 |
| 3 |   |   |   |   |   |   |   |   | 3 |
| 2 |   |   |   |   |   |   |   |   | 2 |
| 1 |   |   |   |   |   |   |   |   | 1 |
|   | a | b | c | d | e | f | g | h |   |

In der folgenden Partie besiegte Junge mit den schwarzen Steinen beim Turnier in Salzburg 1942 den Weltmeister Aljechin.
Aljechin – Junge 0:1
Salzburg, 11. Juni 1942
Halbslawische Verteidigung, D31
1. d4 d5 2. c4 e6 3. Sc3 c6 4. e4 dxe4 5. Sxe4 Lb4+ 6. Sc3 c5 7. Le3 Da5 8. Se2 cxd4 9. Lxd4 Sf6 10. a3 Le7 11. Sg3 Sc6 12. b4 Dc7 13. Le3 0–0 14. Le2 b6 15. 0–0 Lb7 16. Sb5 Db8 17. Dc1 a6 18. Sc3 Dc7 19. Sa4 Sd7 20. Td1 Sce5 21. f3 a5 22. Db2 axb4 23. axb4 Lf6 24. Db3 b5 25. cxb5 Ld5 26. Txd5 exd5 27. Tc1 Sc4 28. Lxc4 dxc4 29. Txc4 De5 30. Sc5 Sb6 31. Tc1 Sd5 32. Sge4 Sxe3 33. Dxe3 Ta1 34. Tf1 Td8 35. Sxf6+ Dxf6 36. b6 Txf1+ 37. Kxf1 Dxb6 38. De4 Db5+ 39. Kf2 Te8 40. Dd4 Db6 41. Sb3 Tb8 42. Dxb6 Txb6 43. g4 Txb4 44. Sc5 f6 45. Kg3 Kf7 46. Sd3 Td4 47. Sf4 Tc4 48. h4 Tc5 49. Sh5 g6 50. Sf4 Ke7 51. h5 g5 52. Se2 Tc4 53. Kf2 Ke6 54. Sg3 Ke5 55. Sf5 Kf4 56. Se3 Tc5 57. Sg2+ Ke5 58. Se3 Kd4 59. Sd1 Tc1 60. Se3 Tc5 61. Sd1 Kd3 62. Se3 Te5 63. Sf1 Te2+ 64. Kg1 Ta2 65. h6 Ke2 66. Kg2 Tb2 67. Sg3+ Ke3+ 68. Kh3 Kxf3 69. Sh5 Tb6 – Aljechin gab auf.